# Хагелин, Борис

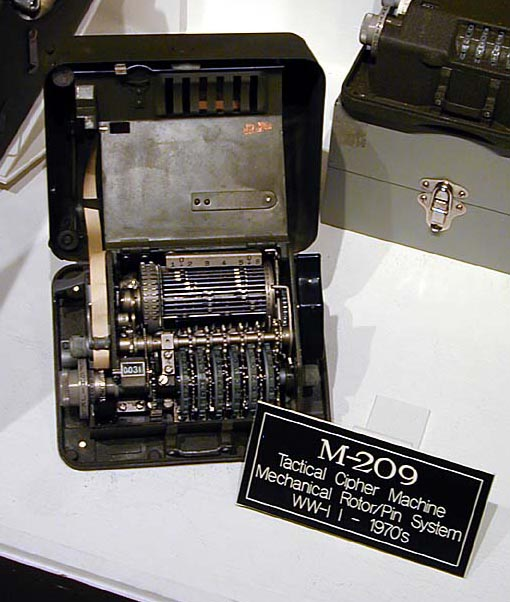
Портативная механическая шифровальная машина M-209, разработанная Хагелином

Борис Цезарь Вильгельм Хагелин (швед. Boris Caesar Wilhelm Hagelin; 2 июля 1892, Аджикент, Елизаветпольская губерния, ныне Азербайджан — 7 сентября 1983, Цуг) — шведский предприниматель, изобретатель устройств шифрования. Разработчик электромеханических шифровальных устройств, продолжающих работы одного из первых изобретателей роторных машин — Арвида Дамма, и механических шифровальных машин, широко использовавшихся во Второй мировой войне. Основатель швейцарской компании Crypto AG, специализирующейся на информационной и телекоммуникационной безопасности. Дэвид Кан называет Хагелина первым и единственным миллионером от криптологии.

## Биография
Борис Хагелин родился 2 июля 1892 года на Кавказе. Его отец Карл Вильгельм Хагелин работал управляющим в нефтяной компании Нобелей в Баку. В 1899 году Карл Хагелин был назначен директором, и переехал с семьёй в Санкт-Петербург. Борис Хагелин учился в школе сначала в Санкт-Петербурге, затем с 1904 года в Швеции. После окончания школы поступил в Королевский технологический институт в Стокгольме, где учился на инженера-механика, закончив институт в 1914 году.
В 1915 году Хагелин начал свою профессиональную карьеру в Вестеросе в шведской электротехнической компании ASEA — поставщике оборудования для компании Нобелей. Свободно владея пятью языками, Хагелин работал с иностранными клиентами. После шести лет в ASEA, Хагелин перевёлся на временную работу в Нью-Джерси, США в компанию Standard Oil — возможного партнёра Нобелей в России. Через год стало ясно, что дело в России продолжить не удастся (компания Нобелей была национализирована), и Хагелин, не видя для себя перспектив в нефтяной промышленности, вернулся в Стокгольм.
Будучи заинтересованными в шифровании деловой корреспонденции, Эммануил Нобель и отец Бориса Хагелина стали инвесторами компании AB Cryptograph, находившейся в тот момент на грани банкротства. Компания занималась производством шифровальных машин, разрабатываемых Арвидом Даммом, наиболее важным изобретением которого была роторная машина «Electrocryptograph B-1». Хотя Борис Хагелин не обладал знаниями в области криптографии, инвесторы в 1922 году назначили его представлять свои интересы в компании. В 1925 году, после того как Дамм переехал в Париж для сотрудничества с телеграфными компаниями, Хагелин возглавил фирму. В 1926 году Хагелин модифицировал одну из машин Дамма, что позволило получить заказ от вооружённых сил Швеции, изначально планировавших закупить машины «Энигма». Машина Хагелина B-21 стала первым коммерческим успехом фирмы.
После смерти Арвида Дамма в 1927 году и Эммануила Нобеля в 1932 году контроль над компанией перешёл к Хагелину.  В 1934 году по заказу французского генерального штаба Хагелин начал разрабатывать карманную шифровальную машину. За основу для неё Хагелин взял один из своих предыдущих проектов — аппарат для размена монет и печати чеков для автобуса. С получившихся в результате шифровальных устройств C-35 и C-36 началась самая успешная серия машин Хагелина.
После нескольких поездок в США в 1937—1940 годах, Хагелин договорился об использовании армией США варианта машины C-36 в качестве тактической криптографической системы. Получившая обозначение M-209, машина использовалась во Второй мировой и Корейской войнах. После длительного тестирования образцов, привезённых из Швеции, в июне 1941 года войсками связи США было принято решение о заказе машин Хагелина. Так как по требованию правительства США, производители пишущих машинок должны были прекратить их производство и начать выполнять оборонный заказ, для производства M-209 была выбрана подходящая для этого фабрика компании Smith & Corona, выпускавшая портативные пишущие машинки. Производство началось в 1942 году, и всего было выпущено около 140 000 (по другой информации — 125 000) устройств.
В 1948 году Хагелин переехал в Швейцарию, где основал в 1952 году компанию Crypto AG и куда к 1959 году полностью перевёл свой бизнес из Швеции. Хагелин продолжал работать в Crypto AG до 1970 года.